# Willi Mayerthaler
Willi Mayerthaler (* 5. Januar 1945 in Samerberg; † 3. Mai 2002 in Klagenfurt) war ein deutscher Sprachwissenschaftler und Romanist.

## Leben
Willi Mayerthaler besuchte das Karolinen-Gymnasium Rosenheim und machte 1966 Abitur. Er studierte Allgemeine Sprachwissenschaft und Romanistik an der LMU München. 1976 wurde er dort von Helmut Stimm romanistisch promoviert. Von 1974 bis 1979 war er an der TU Berlin Wissenschaftlicher Assistent von Helmut Lüdtke. 1978 habilitierte er sich. Von 1979 bis zu seinem Tod besetzte er (als Nachfolger von Alexander Issatschenko) an der Universität Klagenfurt den Lehrstuhl für Allgemeine und Angewandte Sprachwissenschaft.

## Veröffentlichungen (Auswahl)
- Einführung in die generative Phonologie. Niemeyer, Tübingen 1974. De Gruyter, Berlin 2013.
- Studien zur theoretischen und zur französischen Morphologie: Reduplikation, Echowörter, morphologische Natürlichkeit, Haplologie, Produktivität, Regeltelescoping, paradigmatischer Ausgleich. Niemeyer, Tübingen 1977. (Dissertation)
- Morphologische Natürlichkeit. Akademische Verlagsgesellschaft Athenaion, Wiesbaden 1981. (Habilitationsschrift)
  - (englisch) Morphological naturalness. Karoma publishers, Ann Arbor (Mich.) 1988.
- (mit Wolfgang U. Dressler, Oswald Panagl und Wolfgang Ullrich Wurzel) Leitmotifs in Natural Morphology. John Benjamins, Amsterdam 1987.
- (mit  Günther Fliedl und Christian Winkler) Infinitivprominenz in europäischen Sprachen. 2 Bände. Narr, Tübingen 1993–1995.
  - 1. Die Romania (samt Baskisch)
  - 2. Der Alpen-Adria-Raum als Schnittstelle von Germanisch, Romanisch und Slawisch
- (mit  Günther Fliedl und Christian Winkler) Lexikon der natürlichkeitstheoretischen Syntax und Morphosyntax.  Stauffenburg-Verlag, Tübingen 1997.